# 雄巴乡 (昂仁县)
雄巴乡（藏語：གཞུང་བ་），是中华人民共和国西藏自治区日喀则市昂仁县下辖的一个乡镇级行政单位。

## 行政区划
雄巴乡下辖以下地区：
普扎村、多隆村、杂日村和琼仓村。